# Разаф, Энди
Андриаманантена Пол Разафинкарефо (англ. Andriamanantena Paul Razafinkarefo; 16 декабря 1895, Вашингтон — 3 февраля 1973, Голливуд, Калифорния), известный больше как Энди Разаф (англ. Andy Razaf), — американский композитор и поэт-песенник.

## Биография
Андриаманантена Пол Разафинкарефо родился в Вашингтоне, округ Колумбия, Соединённые Штаты. Он был сыном Анри Разафинкарефо, племянника королевы Малагасийского королевства (Мадагаскар) Ранавалуны III, и Дженни Разафинкарефо (урождённой Уоллер), дочери Джона Л. Уоллера, первого афроамериканского консула на Мадагаскаре. Во время французского вторжения на Мадагаскар (1894-95) умер его отец и вынудил его беременную 15-летнюю мать бежать в Соединённые Штаты, где он родился в 1895 году.
Он вырос в Гарлеме, Манхэттене, а в возрасте 16 лет бросил школу и устроился лифтёром в офисное здание на Тин-Пэн-аллее. Год спустя он написал текст своей первой песни, начав карьеру автора текстов. Некоторые из ранних стихотворений Разафа были опубликованы в 1917-18 годах в издаваемой Хьюбертом Харрисоном Voice, первой газете Гарлемского ренессанса.. Разаф сотрудничал с композиторами Юби Блейком, Доном Редманом, Джеймсом П. Джонсоном, Гарри Бруксом и Фэтсом Уоллером. Среди наиболее известных совместных работ Разафа и Уоллера «Ain’t Misbehavin'», «Honeysuckle Rose», «The Joint Is Jumpin'», «Willow Tree», «Keepin' Out of Mischief Now» и «(What Did I Do to Be So) Black and Blue». Его музыку исполняли другие музыканты Tin Pan Alley, а также Бенни Гудман, Юби Блейк, Кэб Кэллоуэй и многие другие. Он был соавтором и редактором газеты Всемирной ассоциации улучшения положения негров и Лиги африканских сообществ Negro World.
Он также написал довольно много похабных «характерных» блюзовых песен для многих блюзовых певиц 1920-х годов. Он также записал ряд пластинок в качестве вокалиста (как соло, так и в качестве вокалиста джазовых групп, в том числе нескольких Джеймса П. Джонсона и Флетчера Хендерсона).
В 1972 году был включен в Зал славы авторов песен. Запись Разафа в Зале славы содержит список из 215 композиций с указанием соавторов и издателей. У него было много неопубликованных песен; в биографии певца перечислено более 800 опубликованных и неопубликованных (но без приведения текстов песен).
Разаф умер в Северном Голливуде, Калифорния в феврале 1973 года от почечной недостаточности в возрасте 77 лет.